# Karen Bradley
Karen Anne Bradley, z domu Howarth (ur. 12 marca 1970 w Newcastle-under-Lyme) – brytyjska polityk, członek Partii Konserwatywnej. Od 2010 poseł do Izby Gmin. Od 14 lipca 2016 do 8 stycznia 2018 zajmowała stanowisko ministra kultury, mediów i sportu w pierwszym i drugim gabinecie Theresy May, następnie została ministrem ds. Irlandii Północnej w tymże gabinecie.

## Życiorys
Urodziła się w 1970 roku w Newcastle-under-Lyme, później rodzina przeprowadziła się do Buxton. Ukończyła studia z dziedziny matematyki na Imperial College London. Po ukończeniu studiów pracowała jako doradca podatkowy dla Deloitte i KPMG.
W 2005 roku bez powodzenia kandydowała do Izby Gmin z okręgu Manchester Withington.
W 2010 roku została wybrana posłanką do Izby Gmin z okręgu Staffordshire Moorlands. Uzyskała reelekcję w 2015, 2017, 2019 i 2024 roku.
Od 14 lipca 2016 do 8 stycznia 2018 zajmowała stanowisko ministra kultury, mediów i sportu w pierwszym i drugim gabinecie Theresy May, następnie została ministrem ds. Irlandii Północnej w tymże gabinecie.

## Życie prywatne
Jest mężatką, ma dwóch synów.